# Devánszkiné Molnár Katalin
Devánszkiné Molnár Katalin (Budapest, 1954. október 3. – ?, 2017. december 3.) magyar jogász, országgyűlési képviselő (MSZP), Budapest XVII. kerülete polgármestere 1998 és 2002 között, fővárosi képviselő.

## Életpályája
1979-ben szerzett diplomát az Eötvös Loránd Tudományegyetem Állam- és Jogtudományi Karán. Kezdetben munkajoggal foglalkozott, majd az V. kerületi IKV-nál vezető ingatlanjogász. Ezután jogászként dolgozott a közigazgatásban.
Budapest XVII. kerületében 1994-ben önkormányzati képviselővé választották; az MSZP képviselőcsoportját vezette, az ügyrendi és etikai bizottság elnöki teendőit látta el. 1998-ban választották meg a XVII. kerület, Rákosmente polgármesterének. 2002 és 2006 között az MSZP országgyűlési képviselője volt. Országgyűlési képviselőként az Alkotmány- és igazságügyi bizottságban dolgozott. Kezdeményezésére az országgyűlés felállította az Alkotmány- és igazságügyi bizottság, az Önkormányzati bizottság és a Rendészeti bizottság közös "ún. lakásmaffia tevékenységét feltáró albizottsága"-t  2006-tól a Fővárosi Önkormányzat képviselője, az MSZP frakcióvezető-helyettese volt.
2013-ig az MSZP nőtagozatának elnöke volt, nevéhez fűződik az úgyneveztt "sárga sálas" eseménysorozat.